# Mariella Bettarini
(Giuliano Manacorda, «Rapporti », n. 12-13, marzo-giugno 1977)
Mariella Bettarini (Firenze, 31 gennaio 1942) è una poetessa, saggista, scrittrice e traduttrice italiana.
Le sue opere sono state recensite, fra gli altri, da Mario Luzi, Dario Bellezza, Giuliano Manacorda, Sergio Pautasso, Roberto Roversi.

## Biografia
Nata a Firenze, figlia di due musicisti, Luciano Bettarini, compositore (1914-1997) ed Elda Zupo, cantante lirica (1913-2003), nel 1951 ha seguito la famiglia a Torino e l'anno successivo a Roma dove si è diplomata all'istituto magistrale. A Roma ha cominciato a lavorare come maestra elementare, professione che ha continuato anche dopo il suo ritorno a Firenze nel 1965. Negli stessi anni si è andata formando la sua vocazione letteraria che l'avrebbe condotta a pubblicare nel 1966 il primo libro di poesie e poi, nei decenni successivi, a dar vita a una lunga serie di iniziative culturali. A Firenze si è presto legata agli ambienti del cattolicesimo del dissenso (la Comunità dell'Isolotto e padre Balducci, in particolare), avvicinandosi nel contempo al movimento femminista e alle istanze culturali del post-sessantotto. In tale clima di contestazione e di nuove proposte, insieme all'amica scrittrice Silvia Batisti nel 1973 ha fondato Salvo imprevisti,  periodico di poesia autogestito e autofinanziato, sottotitolato quadrimestrale di poesia e altro materiale di lotta. Fino al 1992 Salvo imprevisti ha sempre pubblicato numeri monografici dedicati a temi che collegano cultura, poesia e problemi sociali. Dal 1993 la rivista ha continuato le pubblicazioni col nuovo nome  L'area di Broca.
Mariella Bettarini ha curato, sulla rivista Poesia (Crocetti) una rassegna dal titolo Donne e poesia, antologia di poesie di circa cento autrici italiane dal '63 al '99; nel 1996, insieme ai genitori di Alice Sturiale, si è occupata della composizione del best seller Il libro di Alice. Ha collaborato con svariate riviste, quotidiani e periodici, fra i quali Altri termini, Carte segrete, Effe, L'Espresso, Bollettario, La Fiera Letteraria, Il manifesto, Nuovi Argomenti, Noi donne, Ombre rosse, Pianeta, Gradiva, Paese Sera, Tempi moderni, l'Unità. Dal 1984 ha curato, con Gabriella Maleti (1942-2016), le Edizioni Gazebo.

## Opere

### Poesia
- Il pudore e l'effondersi, Città di Vita, Firenze, 1966
- Il leccio, I Centauri, Firenze, 1968
- La rivoluzione copernicana, Trevi, Roma, 1970
- Terra di tutti e altre poesie , Sciascia, Caltanissetta‑Roma, 1972
- Dal vero (Sciascia, Caltanissetta‑Roma, 1974
- In bocca alla balena, Salvo imprevisti, Firenze, 1977
- Diario fiorentino, Sciascia, Caltanissetta Roma, 1979
- Trittico per Pasolini, in Almanacco dello Specchio n. 8 (Arnoldo Mondadori Editore, Milano, 1979
- Ossessi oggetti/spiritate materie, Quaderni di Barbablù, Siena, 1981
- Il viaggio/il corpo, L'Arzanà, Torino, 1982
- La nostra gioventù, Catania, Sciascia, 1982
- Poesie vegetali, con fotografie di G. Maleti, Quaderni di Barbablù, Siena, 1982 - pubblicazione avvenuta in occasione della mostra fotografica presso la galleria "Il Prisma Multimedia" di Siena con lettura di poesie nel mese di giugno 1982
- Vegetali figure, Guida, Napoli, 1983
- Il gregge, in AA. VV., Etrusca-mente, Gazebo, Firenze, 1984
- Trentadue in viaggio - romaniche, in Il viaggio (in collaborazione con G. Maleti), Gazebo, Firenze, 1985
- Tre lustri ed oltre (antologia poetica 1963-1981), Sciascia, 1986
- Delle nuvole (con fotografie di G. Maleti), Gazebo, Firenze, 1991
- Diciotto acrostici, Gazebo verde, Firenze, 1992
- Familiari parvenze (enigmi?), Quaderni della Valle, S. Marco in Lamis, 1993
- Asimmetria, Gazebo, Firenze, 1994
- La disertata, in AA.VV., Il fotografo, I quaderni di Gazebo, Firenze, 1994
- Il silenzio scritto (con opere pittoriche di Kiki Franceschi), Gazebo, Firenze, 1995
- Zia Vera - infanzia, Gazebo, Firenze, 1996
- Case – luoghi – la parola, Fermenti Ed., Roma, 1998
- Per mano d'un Guillotin qualunque, Ed. Orizzonti Meridionali, Cosenza, 1998
- L'amoroso dissenso (con una tavola di Albino Palma), Luna e Gufo, Scandicci, 1998
- Haiku di maggio, Gazebo verde, Firenze, 1999
- Nursia (in collaborazione con G. Maleti), Gazebo, Firenze, 2000
- La scelta - la sorte, Gazebo, Firenze, 2001
- Trialogo - G. Maleti, G. S. Savino, M. Bettarini, Gazebo, Firenze, 2006
- Balestrucci - Gazebo, Firenze, 2006
- A parole - In immagini (antologia poetica 1963 - 2007),Firenze, Gazebo libri, 2008
- Haiku alfabetici, Il ramo e la foglia edizioni, Roma, 2021

### Narrativa
- Storie d'Ortensia, Edizioni delle donne, Roma, 1978
- Psycographia, Gammalibri, Milano, 1982
- Amorosa persona, Gazebo, Firenze, 1989
- Lettera agli alberi, Lietocolle, Faloppio, 1997
- Caro Mistero, in AA.VV., Lettera a un fagiano mai nato, Gazebonatura, Firenze, 1999
- L'albero che faceva l'uva, Gazebo, Firenze, 2000
- La testa invasa, Gazebo, Firenze, 2003
- Il libro degli avverbi (piccole storie per bambini), Gazebo, Firenze, 2005

### Saggistica
- I poeti sono uomini, in Materiale per gli anni Ottanta, 1 vol. D'Anna, Messina-Firenze, 1975
- Pasolini tra la cultura e le culture, in AA.VV., Dedicato a Pasolini, Gammalibri, Milano, 1976
- Pasolini, le culture e noi, in AA.VV., Perché Pasolini Guaraldi, Firenze, 1978
- Donne e poesia in AA.VV., Poesia femminista italiana Savelli, Roma, 1978
- Felice di essere (scritti sulla condizione della donna e la sessualità), Gammalibri, Milano, 1978
- Chi è il poeta? (in collaborazione con Silvia Batisti), Gammalibri, 1980

### Traduzioni
- Simone Weil, Lettera a un religioso, Edizioni Borla, Torino, 1970